# 野島一彦
野島 一彦（のじま かずひこ、1947年5月 - ）は、日本の臨床心理学者。臨床心理士・公認心理師・日本集団精神療法学会認定グループサイコセラピスト / スーパーバイザー。博士（教育心理学）（九州大学）。九州大学名誉教授。元日本心理臨床学会理事長。
九州大学村山正治門下。専門は来談者中心療法と、エンカウンター・グループ。
エンカウンター・グループの実践と研究を長年にわたって続けている（東の國分・西の野島と称されることもある）。その経験から、エンカウンター・グループのファシリテーター論を展開し、その成果は『エンカウンター・グループのファシリテーション』（ナカニシヤ出版）にまとめられた。なお、エンカウンター・グループに関しては、指導するゼミ生による研究も盛んで、九州大学心理学研究、九州大学心理臨床研究にほぼ毎号掲載されている。これらの成果を書籍として『グループ臨床医家を育てる』（創元社）『心理臨床のフロンティア』（創元社）にまとめている。
さらに、集中的グループ体験・集団精神療法に関する文献リストも、九州大学心理臨床研究等にて毎年発表している。

## 経歴
- 1966年 - 熊本県立熊本高等学校卒業。
- 1970年 - 九州大学教育学部卒業。
- 1972年 - 九州大学大学院教育学研究科教育心理学専攻修士課程修了。
- 1975年 - 九州大学大学院教育学研究科教育心理学専攻博士課程単位取得後退学。九州大学教育学部助手。
- 1979年 - 久留米信愛女学院短期大学助教授。
- 1980年 - 福岡大学人文学部助教授。
- 1985年 - 福岡大学人文学部教授。
- 1996年 - 九州大学教育学部附属発達臨床心理センター助教授。
- 1998年 - 九州大学教育学部附属発達臨床心理センター教授。
- 1999年 - 九州大学大学院人間環境学研究科附属発達臨床心理センター教授。
- 2000年 - 九州大学大学院人間環境学研究院教授。
- 2005年 - 九州大学大学院人間環境学府実践臨床心理学専攻長。
- 2006年 - 九州大学教育学部長。
- 2012年 - 九州大学名誉教授、跡見学園女子大学文学部教授。
- 2014年 - 日本心理臨床学会理事長。
- 2018年 - 跡見学園女子大学心理学部教授。
- 2022年　跡見学園女子大学定年退職

## 学会
- 日本心理臨床学会（元理事長／常任理事）
- 日本臨床心理士会（元副会長／理事）
- 日本心理学会（代議員）
- 日本人間性心理学会（元理事長／監事）
- 日本公認心理師養成機関連盟（常務理事）
- 日本心理学諸学会連合（元副理事長）
- 日本集団精神療法学会（元常任理事）